# Alexander Hay Japp
Alexander Hay Japp, né le 27 décembre 1836 à Dun (en) et mort le 29 septembre 1905 à Coulsdon, est un auteur, journaliste et éditeur écossais.

## Biographie
Né à Dun (en) (Angus) le 27 décembre 1836, il est le plus jeune fils d'Alexander Japp, charpentier, et de son épouse Agnes Hay. Après le décès prématuré de son père, la mère et sa famille s'installent à Montrose, où il est scolarisé à la Milne's School. À dix-huit ans, Japp devient comptable chez MM. Christie and Sons, tailleurs, à Édimbourg. Trois ans plus tard, il s'installe à Londres et travaille pendant deux ans au département des Indes orientales de la maison d'édition Smith, Elder & Co..
De retour en Écosse, en mauvaise santé, il travaille pour MM. Grieve & Oliver, chapeliers d'Édimbourg, et pendant ses loisirs, en 1860-1861, il suit des cours de métaphysique, de logique et de philosophie morale à l'université. Il obtient un double prix de rhétorique et reçoit du professeur William Edmondstoune Aytoun un certificat spécial de distinction, mais il n'est pas diplômé.
À Édimbourg, Japp fréquente de jeunes artistes, dont John Pettie et ses amis. Se tournant vers le journalisme, il édite l'Inverness Courier et le Montrose Review. Installé à Londres en 1864, il rejoint le Daily Telegraph pour une courte période. Tout en écrivant pour d'autres journaux, il joue le rôle de conseiller littéraire général auprès de la maison d'édition d'Alexander Strahan (plus tard William Isbister & Co.) et participe à la rédaction de leurs périodiques : Good Words, Sunday Magazine (de 1869 à 1879), et The Contemporary Review de 1866 à 1872, sous la direction de Henry Alford. Il aide également Robert Carruthers à rédiger la troisième édition du Chambers's Cyclopædia of English Literature.
En octobre 1880, Japp se lance dans l'édition sous le nom de Marshall Japp and Co. au 17 Holborn Viaduct, mais une mauvaise santé et un capital insuffisant l'amènent à céder l'affaire à T. Fisher Unwin en 1882. De cette année-là à 1888, il est conseiller littéraire de la firme Hurst and Blackett. De 1884 à 1900, il vit à Elmstead, près de Colchester, où il cultive son goût pour l'histoire naturelle. Après trois ans passés à Londres, il s'installe finalement à Coulsdon (dans le Surrey à l'époque) en septembre 1903. C'est là, occupé jusqu'à la fin, qu'il meurt le 29 septembre 1905 et est enterré dans le cimetière d'Abney Park.
Il a été nommé LL.D. de l'université de Glasgow en 1879 et, en 1880, il est élu membre de la Royal Society of Edinburgh.

## Relation avec Stevenson
L'intérêt de Japp pour Henry Thoreau lui permet de faire la connaissance de Robert Louis Stevenson. Les deux hommes se rencontrent à Braemar en août 1881, et la conversation de Japp attire Stevenson et son père. Stevenson lit à Japp les premiers chapitres de L'Île au trésor, qui s'appelait alors The Sea Cook (Le cuisinier des mers en français), et Japp négocie sa publication dans Young Folks. Par la suite, Stevenson et Japp entretiennent une correspondance intime, et le dernier ouvrage de Japp, Robert Louis Stevenson : a Record, an Estimate, and a Memorial (1905), est le fruit de leurs contacts.

## Œuvres
Japp est un écrivain polyvalent et prolifique, écrivant sous des pseudonymes tels que « H. A. Page », « A. F. Scot », « E. Conder Gray » et « A. N. Mount Rose », ainsi qu'en son nom propre. En son nom propre, il publie en 1865 Three Great Teachers of our own Time : Carlyle, Tennyson, and Ruskin, que Ruskin trouve perspicace. Il publie une sélection des œuvres posthumes de Thomas de Quincey (vol. i. 1891 ; vol. ii. 1893) et De Quincey Memorials : being Letters and other Records here first published (1891).
Japp s'essaye à de nombreux genres. Sous un double pseudonyme, il publie en 1878 Lights on the Way (par « feu J. H. Alexander, B.A. », avec une note explicative de « H. A. Page »), qui est une fiction semi-autobiographique.

## Vie privée
Japp se marie deux fois. En 1863, il épouse Elizabeth Paul Falconer (décédée en 1888), fille de John Falconer de Laurencekirk dans le Kincardineshire et puis Eliza Love, d'origine écossaise. Il a sept enfants de son premier mariage.